# Octobre 2009 en Afrique
Cet article présente les faits marquants du mois de octobre 2009 en Afrique.

## Dimanche4 octobre 2009
Ouverture du synode sur l'Afrique organisé au Vatican qui terminera le dimanche 25 octobre. Le cardinal ghanéen Peter Kodwo Appiah Turkson, défend l'usage du préservatif, en particulier quand un membre d'un couple est contaminé, de même que l'abstinence et la fidélité pour combattre le problème du Sida, très répandu en Afrique, estimant cependant qu'« il y a des risques car en Afrique, ils ne sont pas toujours de bonne qualité ». Le pape Benoît XVI avait soulevé une polémique en mars lorsque, dans l'avion qui l'amenait au Cameroun et en Angola, il avait déclaré que l'usage du préservatif « aggravait » le problème du Sida.

## Lundi12 octobre 2009
L’ancien président français Jacques Chirac — s'exprimant devant les présidents du Bénin, du Burkina Faso, de Centrafrique, du Congo Brazzaville, du Niger, du Sénégal et du Togo — lance depuis Cotonou une campagne internationale contre les médicaments contrefaits et appelle à une conférence mondiale en 2010 à Genève en vue d'une « Convention internationale de lutte contre les faux médicaments » : De toutes les inégalités, la plus blessante est l'inégalité devant la santé […] Qu'on ne me dise pas qu'il ne s'agit pas d'un crime !. Selon l'Organisation mondiale de la santé, le trafic des faux médicaments correspondrait à 10 % du marché pharmaceutique mondial, soit quelque 45 milliards d'euros.

## Vendredi16 octobre 2009
Selon le Bureau des Affaires humanitaires de l'ONU, l'invasion de criquets pèlerins, qui sévit en Mauritanie depuis cet été et qui s'est propagée au Maroc et au Sahara occidental, pourrait s'étendre au reste de la région en cas de fortes pluies, les larves et les criquets commençant à se regrouper de façon inquiétante.

## Jeudi22 octobre 2009
Le Fonds international de développement agricole (FIDA) estime que l'ensemble des sommes envoyées par les immigrés africains vers leur pays d'origine se monte chaque année à quelque 40 milliards de dollars, ce qui est « plus important que les investissements directs étrangers et l'aide au développement ». Dans près de 40 pays, ces envois de fonds représentent plus de 10 % du PIB et près du tiers sont destinés aux zones rurales. Deux principaux opérateurs — Western Union et Money Gram — accaparant près de 65 % des points de paiement en Afrique.
L'Union africaine, invite le président soudanais Omar el-Béchir, sous le coup d'un mandat d'arrêt international, à un sommet sur le Darfour au Nigeria. 18 présidents africains sont attendus à la réunion prévue pour le 29 octobre. Les grandes organisations de défense des droits de l'Homme, dont Amnesty International, demandent du président soudanais s'il se rend au Nigeria. Lors d'un sommet de l'UA en juillet à Syrte (Libye), les États africains avaient décidé de ne « pas coopérer » avec la CPI « dans l'arrestation et le transfert » de Omar el-Béchir, en estimant notamment que la demande de la Cour sapait « les efforts déployés en vue de faciliter un règlement rapide du conflit au Soudan ».

## Vendredi23 octobre 2009
L'Église catholique romaine dénonce dans le projet de message final du synode sur l'Afrique, l'expansion du fanatisme religieux qui cause « des dégâts en maints endroits d'Afrique ». Le texte proposé a été élaboré par une commission présidée par l'archevêque d'Abuja (Nigeria), John Olorunfemi Onaiyekan. Les évêques mettent en garde contre une « ferveur religieuse » qui serait « mal orientée par des fanatiques ou manipulée par les politiciens ». Ils en appellent aussi au « respect mutuel » entre chrétiens et musulmans, et estiment qu'en se basant sur leurs « nombreuses valeurs » communes, musulmans et chrétiens peuvent « œuvrer ensemble » à la paix et la réconciliation.

## Dimanche25 octobre 2009
Plusieurs ONG nigérianes demandent au président Umaru Yar'Adua de faire arrêter le président soudanais Omar el-Béchir, qui est invité à se rendre jeudi au Nigeria pour une réunion de l'Union africaine. Dans une lettre ouverte, ces ONG se disent « très préoccupés par le fait que, en dépit de ses obligations internationales, notamment le traité de Rome instituant la Cour pénale internationale (CPI) ratifié par le Nigeria, votre gouvernement a invité le président el-Béchir » estimant que « le Nigeria a une obligation légale d'extrader un suspect de crimes contre l'humanité et crimes de guerre et de le déférer à la CPI ou de soumettre le cas à ses propres autorités compétentes dans le même but ». Les ONG soulignent que le Nigeria vient d'être élu au Conseil de sécurité de l'ONU, préside actuellement la Communauté économique des États d'Afrique de l'Ouest (Cédéao), ce qui lui donne une « responsabilité » et une « obligation » légales encore plus grandes de refuser de recevoir le président soudanais, de « l'arrêter et le remettre à la CPI ».

## Jeudi29 octobre 2009
La Cour d'appel de Paris a jugé irrecevable la plainte de l'ONG Transparence International, spécialisée dans la lutte contre la corruption, déposée en décembre 2008, dans le cadre de l'affaire dite des « biens mal acquis » qui visait les conditions d'acquisition d'un important patrimoine immobilier et mobilier en France par trois chefs d'État africains - Denis Sassou Nguesso du Congo, Teodoro Obiang de la Guinée équatoriale et du défunt Omar Bongo Ondimba du Gabon, ainsi que par certains de leurs proches.